# Hyalochna
Hyalochna là một chi bướm đêm thuộc họ Cosmopterigidae.